# شارلوت لومباک
شارلوت لومباک (فرانسوی: Charlotte Lembach‎؛ زادهٔ ۱ آوریل ۱۹۸۸) شمشیرباز اهل فرانسه است.